# Steven Vennecool
Steven Jacobsz. Vennecool of Vennekool (Amsterdam, 1657? - aldaar begraven op 7 maart 1719) was een Nederlands bouwmeester. Hij wordt vaak beschouwd als de laatste in een reeks van grote architecten uit de zeventiende eeuw.

## Leven en werk
Steven Vennecool was samen met Adriaan Dortsman de belangrijkste vertegenwoordiger van de Strakke stijl in het Hollands classicisme, ook wel pilasterloos classicisme genoemd, die vanaf 1670 opkwam. Als zijn meesterwerk geldt het stadhuis van Enkhuizen (1686-1688).
Tot zijn andere werken horen de herbouw van Kasteel Middachten in De Steeg (1687-1694), dat hij samen met Jacobus Roman ontwierp, het Deutzenhofje aan de Prinsengracht in Amsterdam (1694-1695), en De Platanenhof, ingeklemd tussen Elandsstraat en Lauriergracht in het hart van de Jordaan (ca 1700). Zijn vader Jacob Vennekool (ca. 1631-1673) was tekenaar en assistent van bouwmeester Jacob van Campen. Zijn grootvader, eveneens genaamd Steven Vennekool, was een Amsterdamse chirurgijn, lid van de Academie en de Amsterdamse rederijkerskamer De Eglantier, hoofd en penningmeester van de Amsterdamse Kamer. In 1637 werd vanuit de rederijkerskamer de Schouwburg van Van Campen opgericht, de eerste stadsschouwburg van Amsterdam.